# Adobe Device Central
Adobe Device Central è un programma creato e pubblicato da Adobe come parte di Adobe Creative Suite 3 (ACS3) nel marzo del 2007.
Lo scopo del programma è quello di integrare parti della Creative Suite insieme per offrire a professionisti creativi, sia professionisti che individuali, web designer e sviluppatori mobile un modo più semplice per visualizzare in anteprima e testare contenuti Flash Lite, bitmap, web e video per dispositivi mobili.
È disponibile in tutte le versioni di Creative Suite ed è inoltre incluso in Adobe Photoshop, Adobe Illustrator, Adobe Fireworks, Adobe Flash Professional, Adobe Dreamweaver, Adobe After Effects e Adobe Premiere Pro.
Il programma offre un sistema di programmazione che permette di visualizzare come il progetto apparirà su altri dispositivi differenti, come dispositivi mobili, inoltre nuovi profili di nuovi dispositivi mobili verranno aggiornati trimestralmente.